# Lomaria euphlebia
Lomaria euphlebia là một loài thực vật có mạch trong họ Blechnaceae. Loài này được Hook. mô tả khoa học đầu tiên năm 1861.